# Dikti: Οmalos Viannou (Sumi - Οmalos)
Dikti: Οmalos Viannou (Sumi - Οmalos) este o arie protejată (arie specială de conservare — SAC, sit de importanță comunitară — SCI) din Grecia întinsă pe o suprafață de 3.912,06 ha, integral pe uscat.

## Localizare
Centrul sitului Dikti: Οmalos Viannou (Sumi - Οmalos) este situat la coordonatele 35°03′49″N 25°25′53″E / 35.06359°N 25.431435°E.

## Înființare
Situl Dikti: Οmalos Viannou (Sumi - Οmalos) a fost declarat sit de importanță comunitară în aprilie 1997 pentru a proteja 2 specii de plante și 1 specie de animale. Situl a fost protejat și ca arie specială de conservare în martie 2011.

## Biodiversitate
Situată în ecoregiunea mediteraneană, aria protejată conține 10 habitate naturale: Iazuri temporare mediteraneene, Râuri mediteraneene cu debit intermitent, cu specii de Paspalo-Agrostidion, Lande oro-mediteraneene cu formațiuni endemice de grozamă, Sarcopoterium spinosum phryganas, Pseudostepă cu ierburi și specii anuale de Thero-Brachypodietea, Grohotișuri est-mediteraneene, Pante stâncoase calcaroase cu vegetație casmofită, Păduri de Platanus orientalis și Liquidambar orientalis (Platanion orientalis), Galerii și tufărișuri riverane sudice (Nerio-Tamaricetea și Securinegion tinctoriae), Păduri de pin mediteraneene cu pini mezogeni endemici.
La baza desemnării sitului se află mai multe specii protejate:
- plante (2): Origanum dictamnus, Zelkova abelicea
- reptile (1): elaphe situla (Zamenis situla)

Pe lângă speciile protejate, pe teritoriul sitului au mai fost identificate 14 specii de plante, 2 specii de amfibieni, 2 specii de mamifere, 4 specii de reptile.